# Бриллиантовый узел
Бриллиа́нтовый у́зел (англ. Diamond Knot) — узел, предназначенный для формирования декоративных петель на конце шнура, например, темляка. Существует узел, называемый «алмазным», — многожильный сто́порный узел, который внешне схож с бриллиантовым. Чтобы избежать путаницы целесообразно называть узел «классическим темлячным». Этот узел является двужильным вариантом четырёхжильного бриллиантового узла.

## Способ завязывания
Бриллиантовый узел начинают с вязки плоского узла. После выполненных ниже шагов узел должен быть сформирован и затянут так, чтобы ходовые концы выходили параллельно коренным концам с противоположной стороны узла. Узел «китайская пуговица» вяжут схожим путём, но без образования петли на конце.

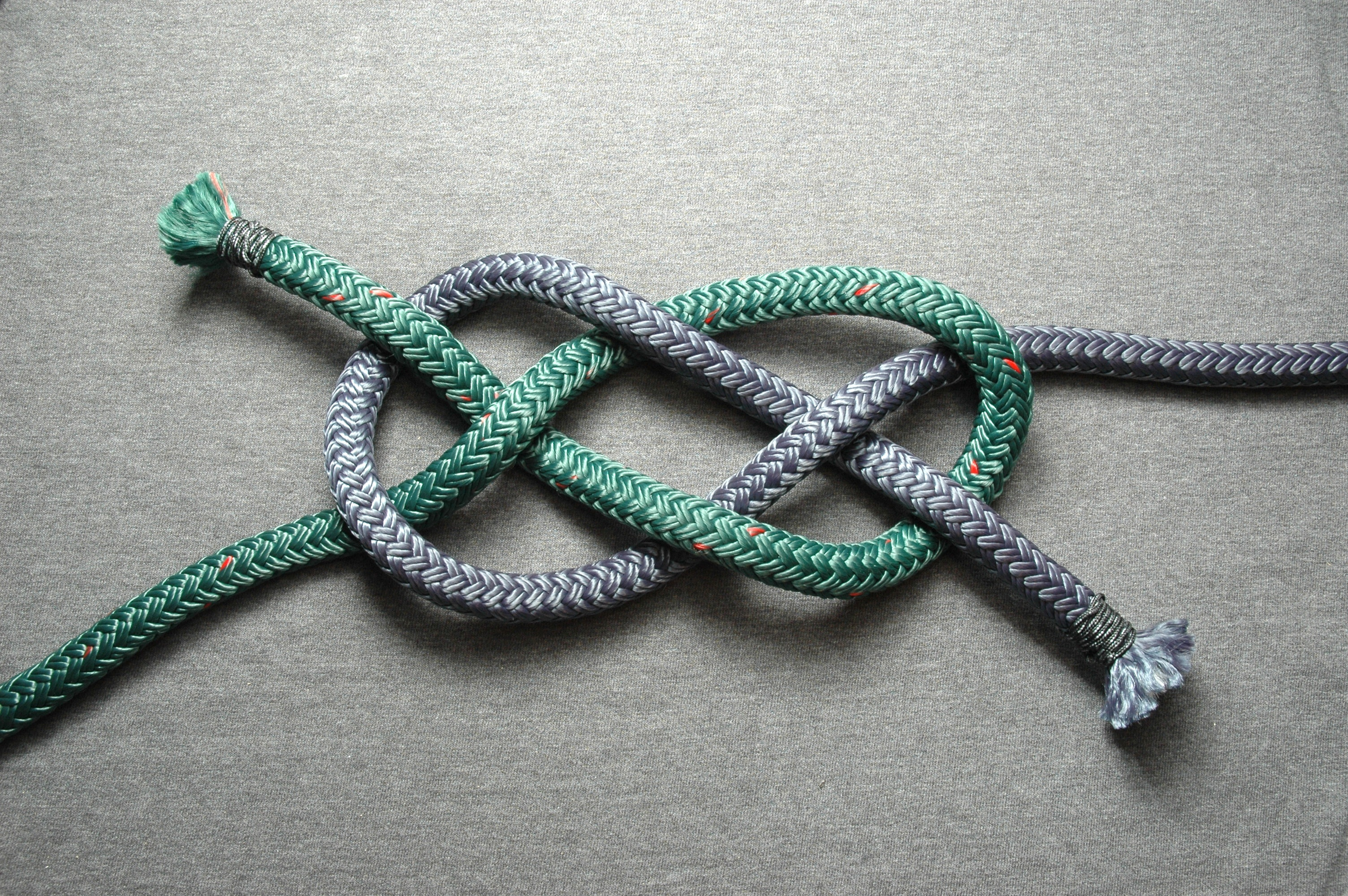
Начать с плоского узла
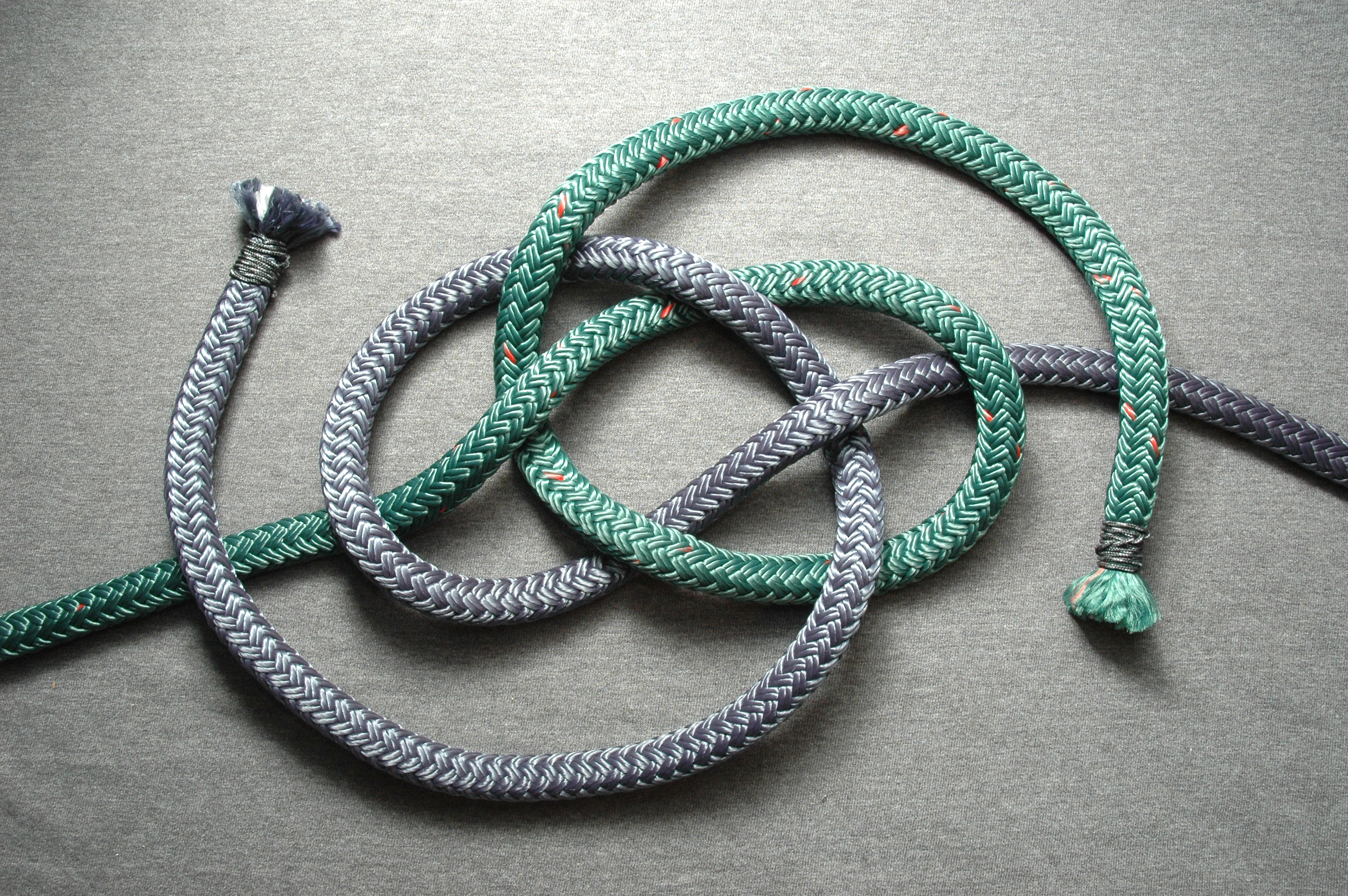
Ходовые концы обогнуть вокруг узла перед коренными
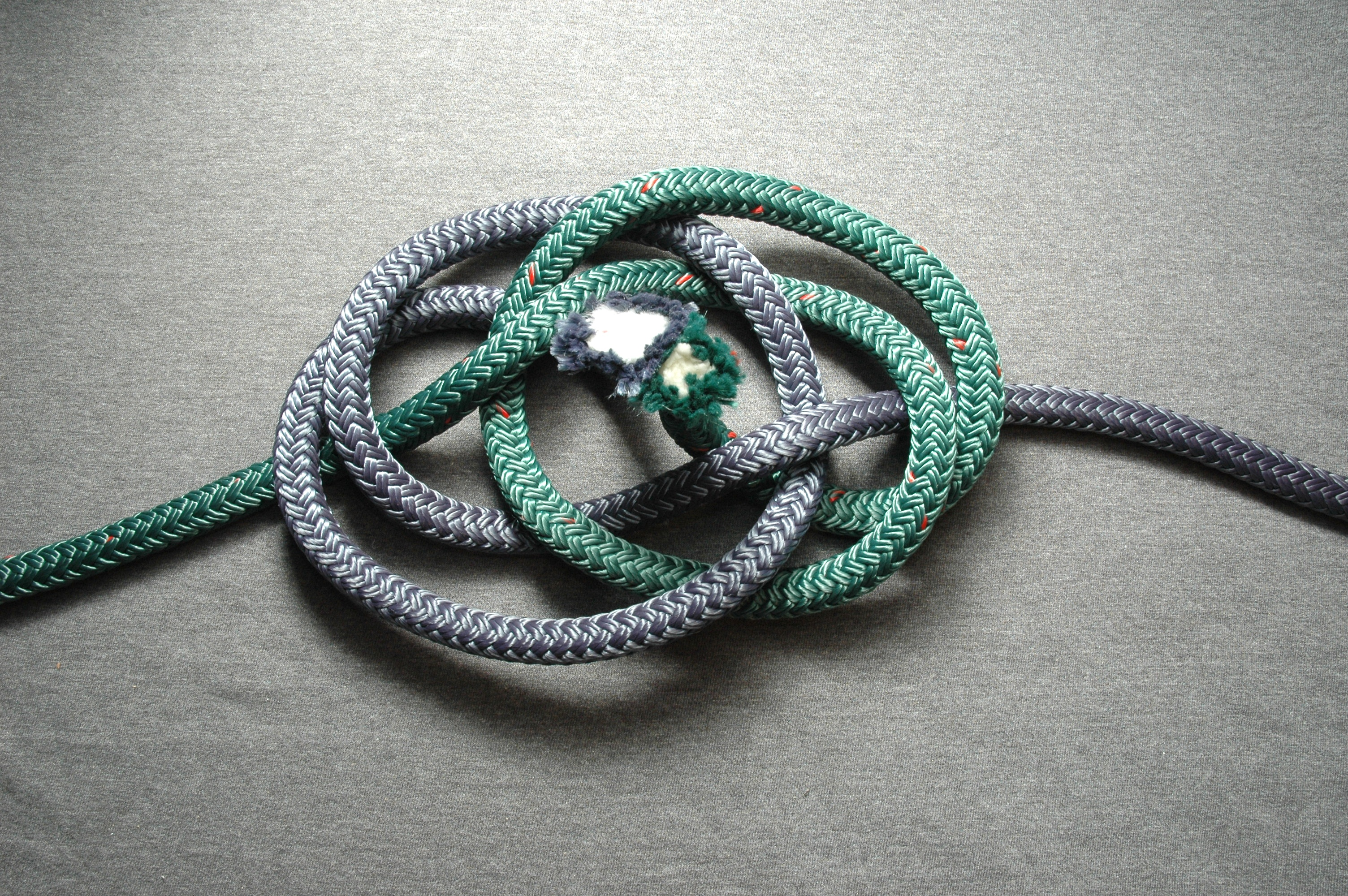
Завести ходовые концы под плоский узел и пропустить их через центральное отверстие узла

## Применение

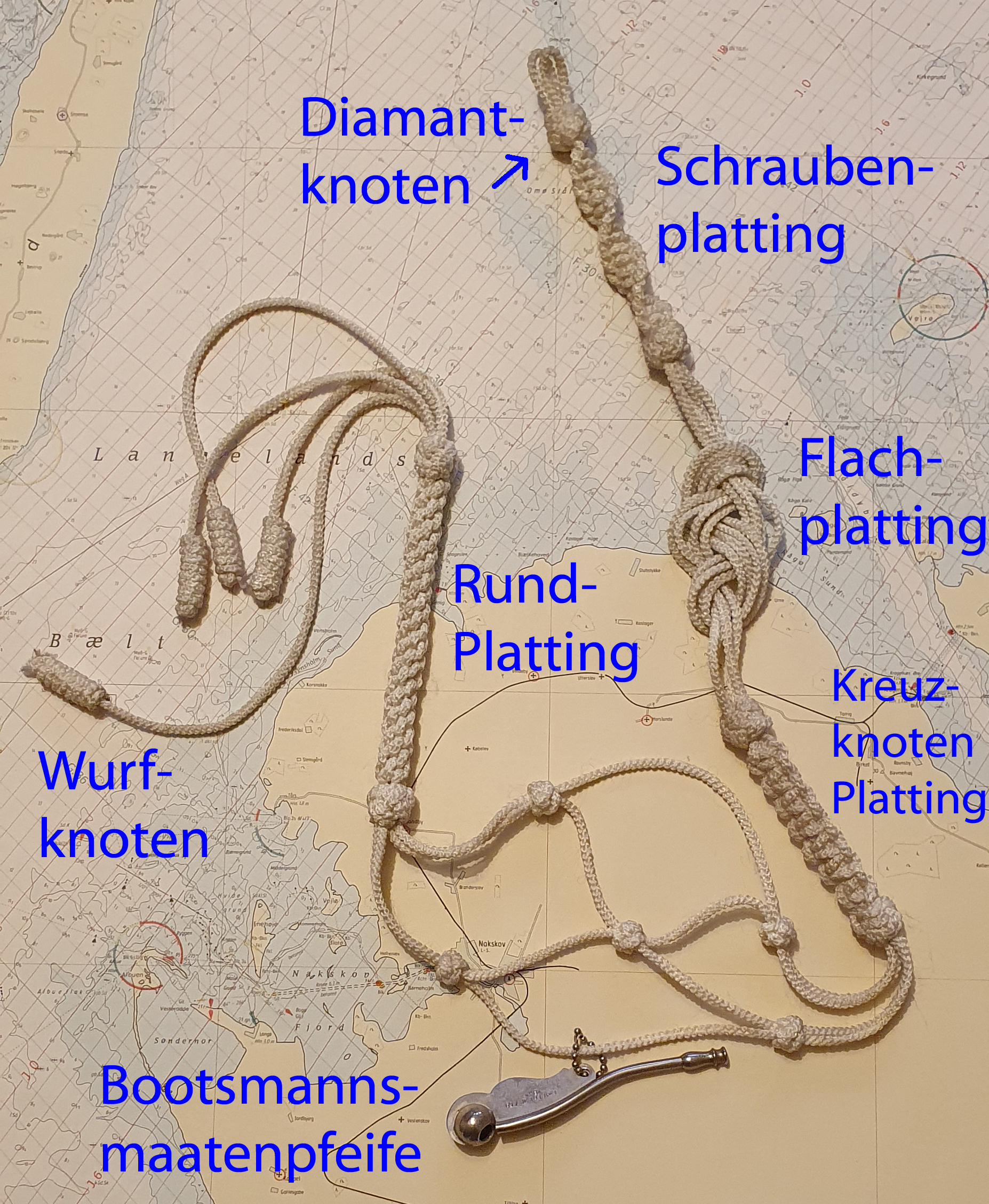
Вверху — бриллиантовый узел на шнуре боцманской дудки
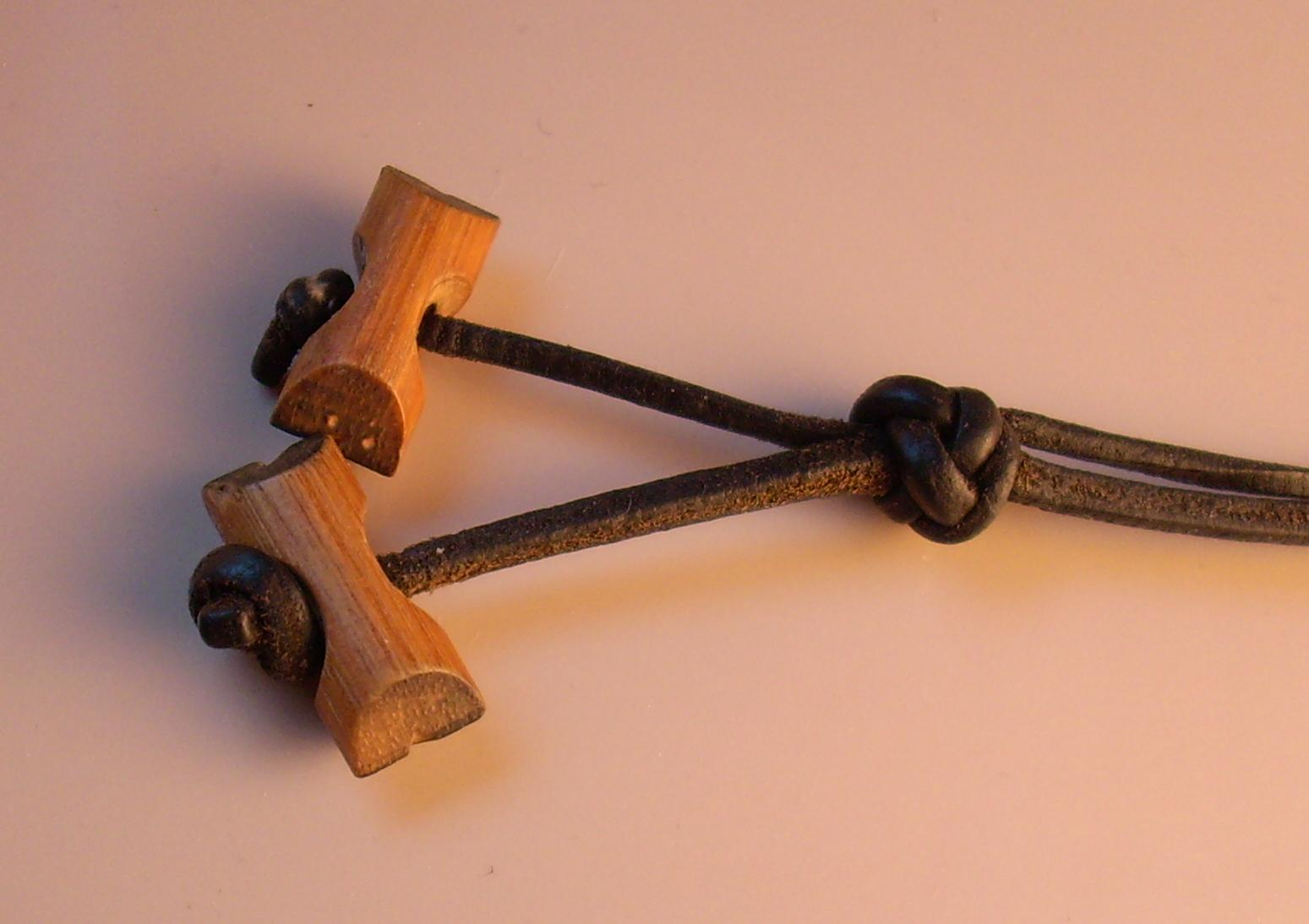
Бриллиантовый узел на «косточках» скаутских инструкторов
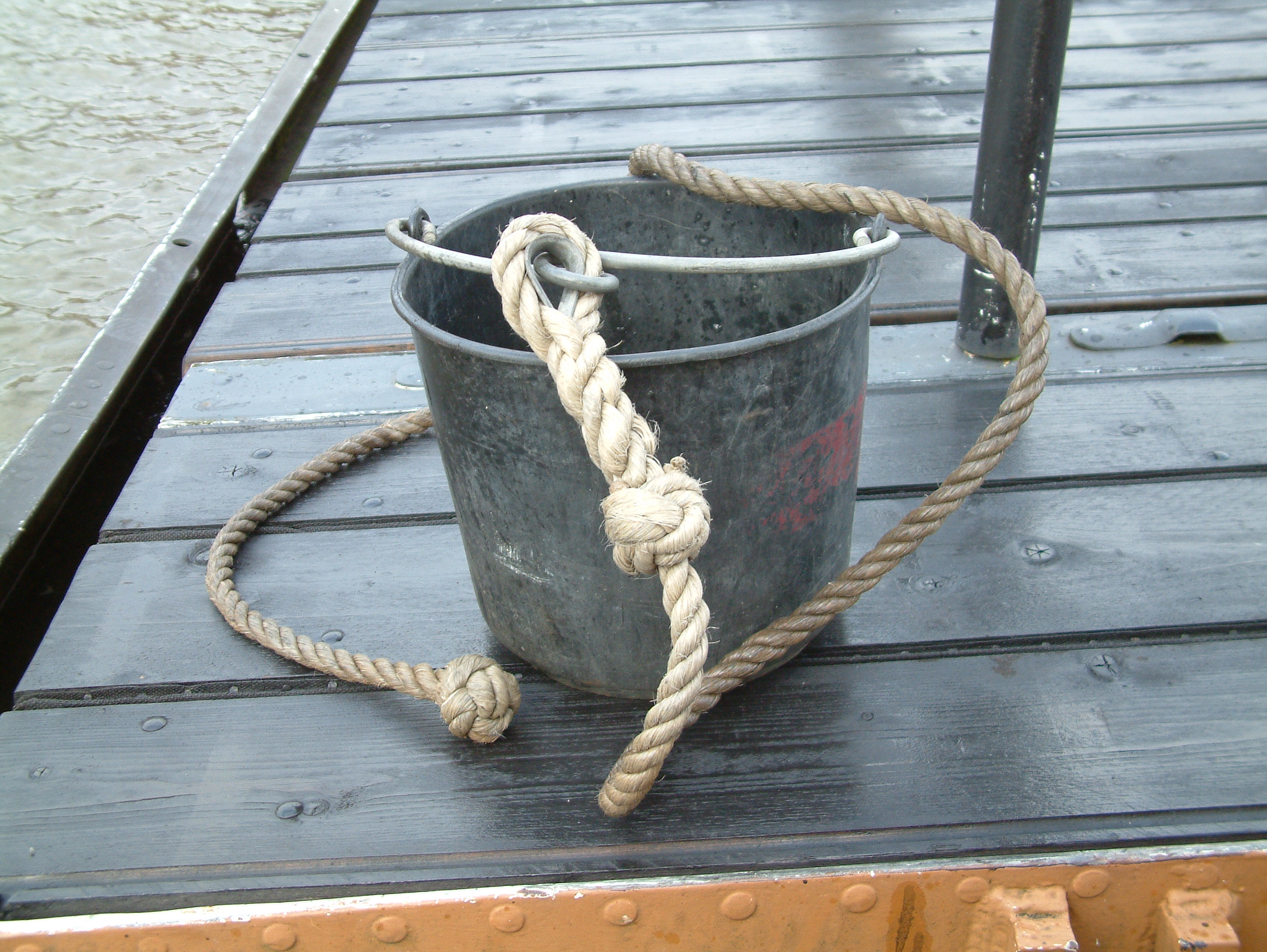
Бриллиантовый узел на огоне с коушем для крепления к ведру для зачерпывания морской воды с борта корабля; на конце верёвки — кноп